# Атняшка (Свердловская область)
Атняшка — деревня Нижнесергинского района  Свердловской области России, входит в состав муниципального образования «Клёновское муниципальное образование». 

## Географическое положение
Деревня Атняшка муниципального образования «Нижнесергинский муниципальный район», входит в состав муниципального образования «Клёновское муниципальное образование», расположена в 34 километрах к западу-северо-западу от города Нижние Серги (по автотрассе в 76 километрах), на обоих берегах реки Атняшка (левый приток реки Пут, бассейна реки Уфа).

## Население
| 2002 | 2010 | 2021 |
| ---- | ---- | ---- |
| 8    | ↘6   | ↘3   |